# Once and for All
Once And For All – album koncertowy Elvisa Presleya, składający się z koncertu, który był rejestrowany 24 maja 1977 w Auguście. Wydany w 2008 roku.

## Lista utworów
1. "2001 Theme"
2. "See See Rider"
3. "Never Been to Spain (excerpt)"
4. "I Got a Woman – Amen"
5. "Love Me"
6. "Elvis introduces Felton Jarvis onto stage"
7. "If You Love Me"
8. "You Gave Me a Mountain"
9. "Jailhouse Rock"
10. "’O sole mio (by Sherril Nielsen)"
11. "It’s Now or Never"
12. "Little Sister"
13. "Teddy Bear – Don’t Be Cruel"
14. "My Way"
15. "Heartbreak Hotel"
16. "Band introductions"
17. "Early Morning Rain (featuring John Wilkinson)"
18. "What’d I Say (featuring James Burton)"
19. "Johnny B. Goode (featuring James Burton)"
20. "Drum solo (featuring Ronnie Tutt)"
21. "Bass solo (featuring Jerry Scheff)"
22. "Piano solo (featuring Tony Brown)"
23. "Electric Organ solo (featuring Bobby Ogdin)"
24. "Hail! Hail! Rock N Roll"
25. "Hurt"
26. "Hound Dog"
27. "Can’t Help Falling in Love"
28. "Closing Vamp"